# Обитаемый остров
«Обита́емый о́стров» — фантастическая повесть братьев Аркадия и Бориса Стругацких, написанная в 1969 году. Повесть является первой частью «Трилогии Каммерера», в которую, помимо неё, входят повести «Жук в муравейнике» и «Волны гасят ветер». Произведение выдержало 24 издания в 13 странах мира.

## Сюжет

### Робинзон
Действие романа происходит в будущем. Исследователь космоса, молодой землянин Максим Каммерер при попытке посадки на неизвестную планету терпит крушение. Сам Максим остаётся невредим, однако его корабль взрывается вскоре после посадки (в дальнейшем выясняется, что его уничтожили аборигены в рамках программы зачистки территории от опасных устройств и механизмов), отрезая ему тем самым дорогу обратно на Землю. Максим оказывается в лесу, где атмосфера пригодна для дыхания.
Через некоторое время Максим встречает нескольких аборигенов (в том числе Зефа), которые приводят его в лагерь для заключённых, где Максима подвергают допросу. В результате, не получив от него ответов на вопросы и не поняв его языка, Максима направляют, в сопровождении гвардейца Гая Гаала, в некое учреждение, в котором, как думает Максим, его подвергают изучению с целью установления контакта (лишь значительно позже Максим понимает, что это была телестудия, копирующая его необычные ментограммы (воспоминания) с целью их включения в развлекательную телепередачу). Затем Максима, уже понимающего несколько слов, забирает из центра какой-то человек (Фанк) и везёт в город. По дороге последнему становится плохо, его вытаскивают из машины и Максим оказывается предоставлен сам себе. После прогулки по городу Максим заходит в закусочную, где встречает молодую девушку Раду Гаал (сестру Гая Гаала) и провожает её домой. По дороге на них нападают вооружённые бандиты. Используя сверхъестественные для обычных людей физические способности землян будущего, Максим легко справляется с бандитами, обратив в бегство двух, а также убив и тяжело ранив остальных.
В своём земном происхождении Максим никого убедить не может: из-за особенностей атмосферы и чудовищной рефракции поверхность планеты кажется вогнутой, и жители Саракша уверены, что живут на внутренней поверхности сферы, в единственном из существующих миров. Попытки Максима изложить настоящее положение вещей приводят к тому, что его начинают считать сумасшедшим. Поэтому Максим говорит, что он просто потерял память. Окружающие из-за его необычных физических способностей и слабого знания реалий быта Страны Отцов считают, что он либо дикарь, либо мутант из далёких краёв (предполагают, что он «горец»). Они называют его «Мак Сим».
В это время его разыскивает Фанк по поручению Странника, очень влиятельного человека.

### Гвардеец
Дома у Рады Максим знакомится с её семьёй и благодаря Гаю Гаалу, брату Рады, попадает в гвардию на правах кандидата в действительные рядовые.
Максим знакомится с официальной доктриной, согласно которой подавляющему большинству населения, поддерживающему правителей страны — мудрых и справедливых «Неизвестных Отцов», сумевших прекратить гражданскую войну, противостоят «выродки» — жестокие маргиналы, пытающиеся уничтожить башни ПБЗ (противобаллистической защиты), подкупленные соседним государством Хонти. Выродков можно распознать по приступам головной боли.
На Максима производит впечатление искренний энтузиазм, с которым население поддерживает Неизвестных Отцов и гвардию, а Гай Гаал, его сестра и дядя вызывают симпатию. Максим участвует в операции по аресту выродков, а затем присутствует на допросе и вынесении приговоров. Против его ожидания, выродки оказываются обыкновенными убеждёнными, часто умными и смелыми людьми, суды над ними быстрыми (несколько минут), а приговоры — жестокими. Максим начинает сомневаться в официальной версии. Гвардейский ротмистр Чачу назначает Максиму «экзамен кровью»: приказывает расстрелять приговорённых выродков. Вместо этого Максим отпускает их, после чего отказывается подчиняться ротмистру. Чачу расстреливает Максима, но тот выживает благодаря феноменальной способности к регенерации. Максим находит представителей подполья с целью узнать, что происходит на самом деле.
Обеспокоенные экономической ситуацией в стране и распространением своего влияния за границы, Неизвестные Отцы решают начать войну с Хонти — бывшей частью единой империи, контролировавшей большую часть материка; в поддержку нападения выступает Умник — Государственный прокурор.

### Террорист
Подпольщики (все они — «выродки») принимают Максима и рассказывают ему, что никаких баллистических ракет у соседних государств — Хонти и Пандеи — нет. Тем более их не может быть на южной границе: там пустыня, населённая умирающими от радиации мутантами. Башни, по словам подпольщиков, нужны только для того, чтобы создавать излучение, вызывающее у выродков сильную головную боль, и натравливать на выродков остальное население. Уже 20 лет подпольщики пытаются уничтожить башни, государство объявляет их врагами.
Максим считает эту деятельность бессмысленной и вредной, но соглашается участвовать в операции. Максиму вместе с другими подпольщиками удаётся взорвать башню. При этом четверо подпольщиков гибнут. Операция оказывается ловушкой сил безопасности. Максиму удаётся скрыться, и он возвращается в квартиру Гая и Рады Гаал. Максим рассказывает им о том, что он узнал, но ни Гай, ни Рада не допускают мысли о том, что Неизвестные Отцы ошибаются или лгут. Гай считает, что выродки обвели Максима вокруг пальца.
Максима, Гая и Раду арестовывают. Максима и пойманных выродков посылают расчищать южные границы от старой военной техники и мин, уничтожать мутантов и строить сеть ПБЗ всё дальше на юг.
Узнав об этом, Странник просит у Государственного прокурора передать Максима ему. Прокурор соглашается, но изучив дело Мака Сима, и сам поразившись его физическими характеристиками (особенно полной невосприимчивостью к излучению башен), приказывает немедленно доставить сосланного к себе, а Страннику сообщить о смерти Максима.

### Каторжник
В лагере Максим попадает в отряд Зефа (выродок, известный ранее психиатр Аллу Зеф) и узнаёт от подпольщиков всю правду о башнях. Правда оказывается ужасной. Излучение Башен на самом деле постоянно оказывает гипнотическое воздействие на людей, заставляя их слепо верить правительственной пропаганде и выполнять приказы правителей. Дважды в день оно усиливается, вызывая у людей эйфорию и восторженное преклонение перед властями, — с тем, чтобы сбросить психическое напряжение, вызванное несоответствием между официальными установками и бытовой реальностью. Лишь малая часть населения, называемая выродками, не подвержена действию гипнотического излучения, однако при его усилении испытывает ужасные боли. Сами Неизвестные Отцы тоже являются выродками. «Иммунитет» к излучению дал им возможность захватить и на протяжении долгого времени удерживать власть над страной. Расплатой становятся те же самые страдания, которые испытывают все остальные выродки и от которых не могут спасти даже сильные обезболивающие средства. Основной целью части руководителей подполья провозглашается уничтожение системы ретранслирующих башен для избавления населения от оболванивания, и особенно уничтожение Центра — места, откуда идёт управление излучателями по всей стране. Другие руководители подполья хотят захватить контроль над башнями для своих целей. Именно поэтому назначение башен скрывается не только властями от населения, но и руководством подполья от рядовых подпольщиков.
Будучи в лагере и случайно обнаружив с Зефом Крепость (уже не работающий командный пункт управления военной техникой), Максим впервые встречает голованов — очень умных собак с большими головами. Голованы играют важную роль в других произведениях «Мира Полудня».
Максим решает бежать из лагеря. Территория не охраняется, но вокруг — радиация, поэтому заключённые бежать не могут. Максиму, однако, радиация не страшна (ещё одна феноменальная способность землян будущего). Он ремонтирует старый танк и угоняет его (при этом Мака Сима объявляют погибшим). Совершив побег и подобрав по пути случайно встретившегося сосланного на границу Гая, Максим оказывается на юге в некогда цветущей части единой империи, а сейчас выжженной атомной войной пустыне, где живут люди-мутанты, страдающие от радиации и притесняемые со всех сторон гвардией и дикими людьми с юга. После выхода из зоны действия башен Максим рассказывает Гаю истинное положение вещей и убеждает его в своей правоте. Отсутствие гипнотического излучения пагубно сказывается на состоянии Гая — у него все проявления абстинентного синдрома.
Попытки Максима поднять восстание мутантов или убедить их вступить в союз с южными дикарями для нападения на «Страну Отцов» безуспешны: мутанты слабы физически и морально; всё, что им нужно — прожить ещё 10-20 лет. Он спорит с «Колдуном» (удивительно умным мутантом) о том, может ли один человек влиять на историю миллионов масс и возможно ли обществу достичь идеалов духовной и физической свободы.
После провала попытки поднять восстание вождь мутантов Принц-герцог (бывший полковник медицинской службы империи) дарит Максиму один из последних самолётов планеты — огромный бомбовоз. Максим решает заключить союз с Островной Империей — отдалённой страной с сильным флотом, чьи белые субмарины иногда нападают на Страну Отцов. Вместе с Гаем он летит туда. В полёте Максим случайно попадает в зону действия башен и видит, что Гай по-прежнему поддаётся влиянию излучения, однако теперь его фанатичная преданность направлена уже на Максима лично. Самолёт сбивает оставшаяся со времён войны автоматическая система противовоздушной обороны. Максим догадывается, что, возможно, и его космический корабль сбила и взорвала она же. Максиму удаётся посадить сбитый самолёт в море на воду и спасти себя и Гая. У берега Максим и Гай находят полузатонувшую и заброшенную белую субмарину, а в ней альбомы с фотографиями массовых убийств жителей Страны Отцов и мутантов (в том числе массового расстрела детей), совершённых военнослужащими Островной Империи. Становится ясно, что ни о каком союзе с Островной Империей не может быть и речи.
Узнав, что Страна Отцов начала войну с соседней страной Хонти, Максим с Гаем возвращаются. Как и большинство заключённых, их отправляют на фронт расчищать минные поля перед войсками. Там его находит Фанк, но Максим не соглашается покинуть друзей. Во время боя Максим уводит танк в лощину между холмами, чтобы укрыться от взрыва атомных мин. Гай гибнет в схватке с хонтийским военным, затем происходит ядерный взрыв, однако Максиму и остальным удаётся выжить.

### Землянин
Максим попадает в научно-исследовательский институт, работающий под руководством таинственного «Странника», одного из влиятельнейших членов Правительства. Он соглашается там работать. Сам «Странник» находится в длительном отъезде.
Война приводит к поражению Страны Отцов. Государственный прокурор, который был сторонником войны, понимает, что за это он неминуемо будет смещён с должности и как носитель Тайны Центра казнён через несколько дней. Поэтому он решается на государственный переворот. Он связывается с Максимом и сообщает координаты Центра, управляющего всей системой башен. Максим, используя феноменальные физические способности, нечувствительность к излучению и связи с подпольем, уничтожает Центр. При попытке убить «Странника», который до этого момента кажется главным злодеем, выясняется, что «Странник» — на самом деле землянин Рудольф Сикорски, работник Галактической безопасности, а также что Рада жива и находится в резиденции «Странника». «Странник» обвиняет Максима в том, что тот своей самодеятельностью испортил тщательно подготовленный план спасения планеты Саракш и указывает на его промахи. Так, лучевое голодание в 20 % случаев заканчивается шизофренией; для восстановления экономики и хозяйства требуется дезактивация практически всего почвенного покрова планеты; на государство надвигается голод и инфляция, а кроме башен-излучателей существуют ещё и мобильные передвижные излучатели, про которые Максим забыл. Кроме того, Островная Империя готовит крупное вторжение в Страну Отцов, остановить которое без «чёрного излучения» (вызывающего тяжёлую депрессию) представляется затруднительным. «Странник» требует, чтобы Максим немедленно отправился обратно на Землю.
Максим остаётся на планете. Он заявляет, что его главная цель — не позволить кому-либо вновь построить зомбирующие башни, даже из самых лучших побуждений. В остальном он готов подчиняться Сикорски. Сикорски не возражает.

## Основные герои
- Максим Каммерер, он же Мак Сим — исследователь «Группы свободного поиска» (ГСП) с Земли. На Саракше — кандидат в гвардейцы, подпольщик, каторжник, штрафник и сотрудник института перспективных разработок.
- «Странник», он же Рудольф Сикорски — глава института перспективных разработок, законспирированный агент «Совета Галактической Безопасности» Земли.
- Аллу Зеф — воспитуемый, подпольщик, бывший профессор-психиатр, репрессированный режимом. В дальнейшем — сотрудник института перспективных разработок.
- «Вепрь», он же Тик Феску — профессиональный подпольщик-террорист.
- Гаал Гай — капрал Боевой Гвардии, затем капрал армии. Дезертир и заключённый, друг и соратник Каммерера. Погиб во время войны с Хонти.
- Гаал Рада — сестра Гая, влюблена в Максима. Арестована вместе с ним и Гаем, затем спасена Странником. Дальнейшая судьба неизвестна.
- Государственный прокурор, он же «Умник» — один из высших чиновников режима «Неизвестных Отцов», глава системы юстиции, плетущий интриги против «Странника».
- Чачу, ротмистр — ротмистр Боевой Гвардии, впоследствии бригадир.

## История создания и публикации
Сама идея написать роман родилась 12 июня 1967 года, когда в рабочем дневнике Бориса Стругацкого появляется запись: «Надобно сочинить заявку на оптимистическую повесть о контакте». Это было тяжёлое для писателей время, когда «Сказка о Тройке» была отвергнута «Детгизом» и «Молодой гвардией». Роман был написан в течение полугода.
В романе жители Саракша из-за плотной атмосферы и сильной рефракции считают, что живут в шаровидной полости внутри тверди и ходят головами к центру шара. По словам Бориса Стругацкого, авторов вдохновила идея полой планеты, описанная Владимиром Обручевым в романе «Плутония».

Теория полой Земли — очень старая теория. Мы читали о ней задолго до Павеля и Бержье (которых тоже читали). Самый известный в России пример — «Плутония» Обручева. К Саракшу мы эту теорию применили исключительно из соображений сюжетного удобства: чтобы исключить саму возможность «инопланетного» объяснения аборигенами происхождения нашего Мака.
— Борис Стругацкий, OFF-LINE интервью
Идея анонимности власти («Неизвестные Отцы») была заимствована из романа Станислава Лема «Эдем».
По воспоминаниям Бориса Стругацкого «Обитаемый остров» подвергся жёсткой цензуре:

В «Неве» требовали: сократить; выбросить слова типа «родина», «патриот», «отечество»; нельзя, чтобы Мак забыл, как звали Гитлера; уточнить роль Странника; подчеркнуть наличие социального неравенства в Стране Отцов; заменить Комиссию Галактической Безопасности другим термином (аббревиатура!)…
В Детгизе (поначалу) требовали: сократить; убрать натурализм в описании войны; уточнить роль Странника; затуманить социальное устройство Страны Отцов; решительно исключить само понятие «Гвардия» (скажем, заменить на «Легион»); решительно заменить само понятие «Неизвестные Отцы»; убрать слова типа «социал-демократы», «коммунисты» и т. д.
«Что есть телеграфный столб? Это хорошо отредактированная сосна». До состояния столба «Обитаемый остров» довести не удалось, более того, сосна так и осталась сосной, несмотря на все ухищрения сучкорубов в штатском, но дров-таки оказалось наломано предостаточно, и ещё больше оказалось испорчено авторской крови и потрепано авторских нервов. И длилась эта изнурительная
борьба за окончательную и безукоризненную идеологическую дезинфекцию без малого два года.
— Борис Стругацкий, «Комментарии к пройденному»
После выхода журнального варианта в «Неве» посыпались доносы и прямые обвинения в антисоветчине. 13 июня 1969 года рукопись в Детгизе была изъята.
Суть претензий цензуры сводилась к требованию убрать все намёки на реалии отечественной жизни и прежде всего — русские имена. Таким образом Максим Ростиславский стал Максимом Каммерером, Павел Григорьевич превратился в Рудольфа Сикорски, Неизвестные Отцы, Папа, Свёкор и Шурин были переименованы в Огненосных Творцов, Канцлера, Графа и Барона. И так далее, включая исчезновение «портянок» и замену «танков» на «панцервагены».
В общей сложности, по подсчётам Юрия Флейшмана, авторы были вынуждены изменить в произведении 896 мест в угоду советской цензуре. Через 5 месяцев после сдачи рукописи с исправлениями в цензурное управление Главлита было получено разрешение на издание. Книга вышла из печати в январе 1971 года. После этой публикации выход книжных изданий Стругацких был почти прекращён на целое десятилетие.
В изданиях, которые начали выходить после 1991 года, большинство этих изменённых мест было восстановлено в первоначальном виде. Были, однако, и исключения: имена Каммерера и Сикорски (в случае их исправления пришлось бы делать это и в текстах вышедших позднее книг), а также признанные удачными замены: воспитуемые (вместо первоначальных заключённых), ротмистр Чачу (вместо капитана) и т. п.

## Отзывы
Массовое оболванивание людей при помощи довольно примитивных технических средств и во имя каких-то неясных целей («Обитаемый остров»). На самом деле эти модели не столь уж нейтральны к нашему миру. Рисуя как нечто фатальное, неумолимое и неподвластное социальной воле людей это торжество вещей, авторы — вольно или невольно — обесценивают роль наших идей, смысл нашей борьбы, всего того, что дорого народу. Социальный эквивалент их картин и сюжетов — это, в лучшем случае, провозглашение пессимизма, идейной деморализации человека.
— В. Свининников. «Блеск и нищета» «философской» фантастики» – «Журналист», 1969, № 9

После знакомства с «Обитаемым островом» подумалось: а нельзя ли отыскать такой, хотя бы самый примитивный нуль-передатчик, который бы сообщил по секрету уважаемым фантастам: пощадите читателя. Побеспокойтесь о такой безделице, как литературные образы, придумывайте ситуации, несущие хотя бы минимальный запас общеинтересной информации. В противном случае, говоря словами авторов «Обитаемого острова», ему не предвидится никакого спасения от этой серой, унылой, плачевной скуки.
— Л. Ершов. «Листья и корни»  – «Советская Россия», 1969, 26 июня

«Обитаемый остров» напоминает хорошо, профессионально сделанный кинофильм. Сюжет захватывает. Читатель в напряжении до последней страницы. Развязка неожиданна. Про эту повесть никак не скажешь, что конец ясен с самого начала. И сцена за сценой выписаны так, будто смотришь их на экране. Ещё одно достоинство повести — хороший юмор.
— И. Бестужев-Лада. «Этот удивительный мир...» – «Литературная газета», 1969, 3 сентября

«Максим Каммерер, Тойво Глумов… Спросите любителей фантастики, и они с ходу назовут вам десятки имен людей — героев фантастики, произведших на них не меньшее, а временами и большее впечатление, чем герои, так сказать, обычной реалистической литературы. Они не выпадают, не выбиваются из нашего восприятия современности, не нарушают целостной картины. Как у всех истинных мастеров слова, у Стругацких нарисованы знакомые нам по жизни типы. И чем невероятнее ситуации, в которых они оказываются, тем интереснее. Разве не то же самое мы испытываем, читая о похождениях героев Шукшина?»
— Н. Коптюг. «Герой нашего времени»  – «Сибирские огни», 1988, № 8

«Обитаемый остров» просто поверг меня в изумление. Страной на планете Саракш правит небольшая группа политиков. Население страны питает к ним самые теплые чувства, которые поддерживаются особым психическим полем, распространяемым с помощью мощных излучателей, расположенных на башнях, сеть которых покрывает всю страну. Это же излучение поддерживает в людях лютую ненависть к врагам, внешним и внутренним. Но есть особая категория людей, выродки-диссиденты, на которых поле не действует. У них от этого психического воздействия только голова болит, и никакого идеологического эффекта. В конце книги оказывается, что Центр, откуда и распространяется это поле — это Центральное телевидение. А тесная группа правителей называется «неизвестные отцы». Они люто грызутся друг с другом, но внешне сохраняют товарищеские отношения, и даже именуют друг друга прозвищами — Странник, Пузырь и тому подобное. И все это напечатано в советском журнале! Не «тамиздат»!
Дальше — больше. В отдельном издании «неизвестные отцы» журнального варианта были заменены «огненосными творцами». Это явно была не авторская, а редакторская правка. Значит, редактор понимал, какую реальность описали авторы! Как же так — понимают, а печатают! В довершение, мне кто-то сказал, что у членов Политбюро принято давать друг другу прозвища. Демичева, например, называли Химиком. Интересно, кого называли Пузырем?
Словом, оказалось, что Стругацкие — это не научная фантастика, а реализм самой высшей, оруэлловской, пробы.
— Николай Каверин, Полит.ру 19 мая 2008

Образ одного из главных героев известной повести братьев Стругацких «Обитаемый остров» по прозвищу Странник удивительно ассоциируется с тем мифом об Андропове, который существовал в воображении отечественной интеллигенции почти все 1970-е годы. <...> Имели ли в виду Стругацкие конкретно Андропова, трудно сказать. Однако то, что их повесть оказала влияние на формирование мифа об Андропове — тайном реформаторе в кругу Неизвестных Отцов из Политбюро, — это несомненно.
— Борис Межуев

А на моё мировоззрение сильнее всего повлиял именно «Обитаемый остров». Как его пропустили? Цензора надо было просто расстрелять немедленно. Но спасла фантастика и детская литература.
— Егор Гайдар
Роман рассматривался в десятках литературоведческих публикаций, посвящённых творчеству Стругацких — как советских, так и за рубежом.

## Литературные особенности и восприятие
По мнению некоторых критиков, в романе использован ряд эвфемизмов и аллюзий при описании тоталитарного режима. Примеры:
- «Воспитуемый» — подразумевается заключённый-смертник. В частности, в Китае во времена «культурной революции» применялся термин «школы перевоспитания».[6]
- «Выродок» — мыслящий и способный усомниться в достоверности официальной информации человек. Эвфемизм для диссидента.[6]
- «Дворец, Отцы, телеграф и телефон, вокзалы» — аллюзия на захват власти большевиками в 1917 году в России — порядок захвата важнейших объектов.[6]
- «Бессонные ночи и мучительные раздумья» — описание «заботы» властей о своём народе (известно, что в Советском Союзе распространялись слухи, что Сталин работает по ночам).[6]
- «Делать то же, что делают все, и так же, как делают все» — требование нивелирования поведения в авторитарной системе.[6]
- «Идеальный солдат» — человек, который, не раздумывая, точно выполняет приказы и инструкции высшего начальства.[6]
- «Излучение» — воздействие на сознание, которое заставляет человека верить начальству, выполнять приказы и не размышлять. Обеспечивает управляемость общества. Эвфемизм государственной пропаганды средствами радио и телевидения[11].
- «Неизвестные Отцы» — анонимная власть на Саракше. В подцензурной версии — «Огненосные Творцы». Аллюзия на «отца народов» И. В. Сталина и его окружение[6]
- «И если твоё дитя ослушается тебя, сотри его с лица мира» — стилизация под Ветхий Завет и Гоголя (Тарас Бульба)[11].

## Публикации
В периодике
- «Обитаемый остров». Первая глава повести… Журнал «Знание — сила». 1968. — N 12. — Стр. 52-54.
- «Обитаемый остров». Фантаст.-приключенческая повесть. — С сокр. / Худож. Б. Власов // Нева. — 1969. — № 3. — С. 86-130; № 4. — С. 85-127; № 5. — С. 90-140.
- «Обитаемый остров». Отрывок из повести / Предисловие «Сквозь путы замкнутого мира» Р. Копосова; Послесл. «Вместо эпилога» А. Стругацкого: Интервью / Записала С. Шнегас // «Комсомолец Татарии». — 1969. — 3 авг. — С. 4.

### Книжные издания
на русском языке
- «Обитаемый остров». Фантаст. повесть / Предисл. издательства; Ответственный редактор Н. М. Беркова. Художественный редактор Л. Д. Бирюков. Технический редактор Н. Ю. Запорожец. Корректоры Э. Н. Сизова и К. П. Тягельская. Художник Ю. Макаров. — М.: Детская литература, 1971. — 320 с, илл. — (Библиотека приключений и научной фантастики). — 100 000 экз.
- Сборник «Жук в муравейнике». Повести / Сост. Р. Секачев; Предисловие «Долг мысли» А. Зеркалова; Худож. В. Чупин, Л. Никитин. — Кишинев: Лумина, 1983. — 588 с, илл. — (Мир приключений). — 100 000 экз. В том числе «Обитаемый остров» — С. 13-245.
- Сборник «Волны гасят ветер». Повести / Послесловие «Братья по разуму» Г. Прашкевича; Худож. В. Старадымов. — Томск: Кн. изд-во, 1989. — 592 с, илл. — 100 000 экз. В том числе «Обитаемый остров» — С. 4-279.
- «Обитаемый остров». Из первоначальной авторской редакции / Предисловие В. Казакова; Худож. Ю. Макаров // «Понедельник» (Абакан). — 1992. — N 43. — С. 2.
- Сборник «Волны гасят ветер». Повести / Послесловие «Братья по разуму» Г. Прашкевича; Худож. В. Старадымов. — Томск: Кн. изд-во, 1992. — 592 с, ил. — 150 000 экз. В том числе «Обитаемый остров» — С. 4-279.
- Повести / Худож. А. Назаренко. — М.: Ибис, ЦДИ, 1992. — 560 с, илл. — 100 000 экз. В том числе «Обитаемый остров» — С. 1-265.
- «Обитаемый остров. Малыш» / Предисловие изд-ва; «Публикации» А. Керзина; Худож. В. Любаров. — М.: Текст, 1993. — 432 с, ил. — (Собр. соч.: в 10 т.; Т. 6). — 225 000 экз. В том числе «Обитаемый остров»: Повесть / Предисл. авторов. — С. 5-295.
- Сборник «Волны гасят ветер» / Худож. В.Кружковский. — М.: 1993. — 576 с, ил. — (Bella Fanta). — 100 000 экз. В том числе «Обитаемый остров» — С. 3-275.
- Сборник «Обитаемый остров». Москва: Эксмо, 1997. Содерж.: Обитаемый остров. Жук в муравейнике. ISBN 5-7516-0081-9
- «Обитаемый остров. Малыш». Фантаст. романы / Предисловие С. Переслегина «Последние корабли Свободного Поиска» (С. 5-7); Сер. оформл. С. Герцевой, А. Кудрявцева; Ил. Я. Ашмариной; Худож. А. Дубовик; Сост. Н. Ютанов; Дизайн макета А. Нечаева; Отв. ред. Н. Ютанов; Ред. Л. Филиппов; Дизайн обл. А. Кудрявцева. — М.: ООО «Издательство АСТ»; СПб.: Terra Fantastica, 2000. — 544 с — (Миры братьев Стругацких). 5 100 экз. (п) ISBN 5-17-000643-8; ISBN 5-7921-0083-7.
- «Обитаемый остров. Малыш». Фантаст. романы / Предисловие С. Переслегина «Последние корабли Свободного Поиска» (С. 5-7); Сер. оформл. С. Герцевой, А. Кудрявцева; Ил. Я. Ашмариной; Худож. А. Дубовик; Сост. Н. Ютанов; Дизайн макета А. Нечаева; Отв. ред. Н. Ютанов; Ред. Л. Филиппов; Дизайн обл. А. Кудрявцева. — М.: ООО «Издательство АСТ»; СПб.: Terra Fantastica, 2001. — 544 с — (Миры братьев Стругацких). 5 100 экз. (п) ISBN 5-17-000643-8; ISBN 5-7921-0083-7.
- Собрание сочинений в 11 т.: Т. 5. 1967—1968 / Под общ. ред. С. Бондаренко, Л. Филиппова; Текстолог. работы С. Бондаренко; Оформл. обложки А. Нечаева. — Донецк: Сталкер; СПб.: Terra Fantastica, 2001. — 671 стр., 10 000 экз. (п) ISBN 966-596-445-3; ISBN 966-596-450-X; ISBN 5-7921-0419-0. В том числе «Обитаемый остров» — С. 315—634.
- «Обитаемый остров. Малыш». Фантаст. романы / Предисловие С. Переслегина «Последние корабли Свободного Поиска» (С. 5-7); Сер. оформл. С. Герцевой, А. Кудрявцева; Ил. Я. Ашмариной; Худож. А. Дубовик; Сост. Н. Ютанов; Дизайн макета А. Нечаева; Отв. ред. Н. Ютанов; Ред. Л. Филиппов; Дизайн обложки А. Кудрявцева. — М.: ООО «Издательство АСТ»; СПб.: Terra Fantastica, 2002. — 544 с — (Миры братьев Стругацких). 5 100 экз. (п) ISBN 5-17-001848-7; ISBN 5-7921-0083-7.
- Сборник «Обитаемый остров. Малыш. Жук в муравейнике. Волны гасят ветер»: Фантаст. романы / Худож. А.Дубовик. — М.: ООО «Издательство АСТ»; СПб.: Terra Fantastica, 2002. — 795 с — (Классика отечественной фантастики). 10 000 экз. (п) ISBN 5-17-014244-7; ISBN 5-7921-0531-6. В том числе «Обитаемый остров» — С. 5-316.
- «Обитаемый остров». Фантаст. роман. — М.: ООО «Издательство АСТ»; Донецк: Сталкер, 2003. — 414 с — (Миры братьев Стругацких). 5 000 экз. (о) ISBN 5-17-019594-X; ISBN 966-696-186-5.
- Сборник «Обитаемый остров». Фантаст. романы / Сер. оформл. худож. Е. Савченко; Отв. ред. А. Ермолаев; Вып. ред. С. Абовская; Худож. ред. Е. Савченко; В оформл. переплета исп. работа худож. М. Уилана. — М.: ЭКСМО; СПб.: Terra Fantastica, 2003. — 796 с — (Шедевры отечественной фантастики). 8 000 экз. (п) ISBN 5-699-02943-5; ISBN 5-7921-0604-5. В том числе «Обитаемый остров» — С. 5-378.
- «Обитаемый остров. Малыш». Фантаст. романы / Предисл. С. Переслегина «Последние корабли Свободного Поиска» (С. 5-7); Сер. оформл. С. Герцевой, А. Кудрявцева; Ил. Я. Ашмариной; Худож. А. Дубовик; Сост. Н. Ютанов; Дизайн макета А. Нечаева; Отв. ред. Н. Ютанов; Ред. Л. Филиппов; Дизайн обл. А. Кудрявцева. — М.: ООО «Издательство АСТ»; СПб.: Terra Fantastica, 2003. — 544 с — (Миры братьев Стругацких). 5 100 экз. (п) ISBN 5-17-001848-7; ISBN 5-7921-0083-7.
- Собрание сочинений в 11 т.: Т. 5. 1967—1968. — 2-е изд., испр. / Под общ. ред. С. Бондаренко, Л. Филиппова; Текстолог. работы С. Бондаренко; Оформл. обложки А. Нечаева. — Донецк: Сталкер; СПб.: Terra Fantastica, 2004. — 671 с 5 000 экз. (п) ISBN 966-596-445-3; ISBN 966-596-450-X; ISBN 5-7921-0419-0. В том числе «Обитаемый остров» — С. 315—634.
- Сборник «В поисках Странников, или История космических свершений человечества в XXII веке» / Сер. оформл. А. Кудрявцева; Компьютерный дизайн С. Шумилина; Макет и оформл. В. Медведева; Отв. ред. А. Ермолаев; Вып. ред. Н. Краюшкина; Худож. ред. О. Адаскина. — М.: «Издательство АСТ»; АСТ МОСКВА; СПб.: Terra Fantastica, 2005. — 975 с — (Кн. полка). 3.000 экз. (п) ISBN 5-17-026522-0; ISBN 5-9713-0025-3; ISBN 5-7921-0681-9. В том числе «Обитаемый остров» — С. 345—576.
- Сборник «Неизвестные Стругацкие: Черновики, рукописи, варианты»: От «Понедельника…» до «Обитаемого острова» / Сост. С. Бондаренко; Сер. оформл. С. Герцевой, А. Кудрявцева; Ил. А. Стругацкого, Б. Стругацкого; Худож. А. Дубовик; Ред. В. Дьяконов; Худож. ред. О. Адаскина; Компьютерный дизайн С. Шумилина. — Донецк: Сталкер, 2006. — 524 стр., илл. — (Миры братьев Стругацких). 5 000 экз. (п) ISBN 966-696-938-6. В том числе «Обитаемый остров» — С. 440—516.
- «Обитаемый остров». Фантаст. произведения. Т. 4 / Оформл. Г. Саукова, А. Саукова; Отв. ред. Н. Ютанов; Вып. ред. Н. Краюшкина; Худож. ред. А. Сауков; В оформл. переплета исп. ил. худож. В. Нартова. — М.: ЭКСМО; СПб.: Terra Fantastica, 2006. — 672 с — (Отцы-основатели: Рус. пространство). 5 100 экз. (п) ISBN 5-699-17828-7; ISBN 5-7921-0709-2. В том числе «Обитаемый остров» — С. 5-320.
- «Обитаемый остров». Фантаст. произведения. Т. 4 / Оформл. Г. Саукова, А. Саукова; Отв. ред. Н. Ютанов; Вып. ред. Н. Краюшкина; Худож. ред. А. Сауков; В оформл. переплета исп. ил. худож. В. Нартова. — М.: ЭКСМО; СПб.: Terra Fantastica, 2006. — 672 с — (Стругацкие). 5 000 экз. (п) ISBN 5-699-17796-5; ISBN 5-7921-0709-2. В том числе «Обитаемый остров» — С. 5-320.
- Сборник «Желание странного». Предисл. М. Веллера (С. 3-4); Сост. М. Веллер; Дизайн макета А. Положенцева; Сер. оформл. и компьютерный дизайн С. Шумилина; Худож. ред. О. Адаскина; Мл. ред. Е. Лазарева. — М.: АСТ; АСТ МОСКВА; Хранитель, 2007. — 832 с — (Золотой фонд мировой классики). 2 000 экз. (п) ISBN 978-5-17-042138-1; ISBN 978-5-9713-5036-1; ISBN 978-5-9762-2720-0. В том числе «Обитаемый остров» стр. 173—436.
- «Обитаемый остров». Фантаст. роман / Худож. А. Дубовик; Ред. С. Бондаренко, Л. Филиппов; Худож. ред. О. Адаскина, И. Селютин; Компьютерный дизайн С. Шумилина. — М.: Издательство АСТ, 2007. — 416 с — (Миры братьев Стругацких). Доп. тираж 5 000 экз. (о) ISBN 978-5-17-019594-7
- «Обитаемый остров». Фантаст. произведения. Т. 4 / Оформл. Г. Саукова, А. Саукова; Отв. ред. Н. Ютанов; Вып. ред. Н. Краюшкина; Худож. ред. А. Сауков; В оформл. переплета исп. ил. худож. В. Нартова. — М.: ЭКСМО; СПб.: Terra Fantastica, 2007. — 672 с — (Стругацкие). 5 100 экз. (п) ISBN 5-699-17828-7; ISBN 5-7921-0709-2; ISBN 978-5-699-17796-7
- Обитаемый остров / Сер. оформл. А. Кудрявцева; Худож. А. Дубовик; Компьютерный дизайн В. Воронина; Отв. ред. Н. Ютанов; Вып. ред. Н. Краюшкина; Худож. ред. О. Адаскина. — М.: Издательство АСТ; АСТ МОСКВА; Хранитель, 2007. — 416 с — (Классика). 5 000 экз. (о) ISBN 5-17-040958-3; ISBN 5-9713-4190-1; ISBN 5-9762-1885-7
- «Обитаемый остров. Малыш»: Фантаст. романы / Предисл. С. Переслегина «Последние корабли Свободного Поиска» (С. 5-7); Сер. оформл. А. Воробьева; Ил. Я. Ашмариной; Худож. А. Дубовик; Сост. Н. Ютанов; Дизайн макета А. Нечаева; Отв. ред. Н. Ютанов; Ред. Л. Филиппов; Худож. ред. О. Адаскина. — М.: Издательство АСТ; АСТ МОСКВА, 2007. — 544 с — (Миры братьев Стругацких). 3 000 экз. (п) ISBN 978-5-17-001848-2; ISBN 978-5-9713-5119-1; ISBN 978-985-16-2551-8
- «Обитаемый остров. Малыш»: Фантаст. романы / Предисл. С. Переслегина «Последние корабли Свободного Поиска» (С. 5-7); Сер. оформл. А. Воробьева; Компьютерный дизайн Н. Хафизовой; Ил. Я. Ашмариной; Худож. А. Дубовик; Сост. Н. Ютанов; Дизайн макета А. Нечаева; Отв. ред. Н. Ютанов; Ред. Л. Филиппов; Худож. ред. О. Адаскина. — М.: Издательство АСТ; АСТ МОСКВА, 2007. — 544 с — (Мировая классика). 2 000 экз. (п) ISBN 978-5-17-043831-0; ISBN 978-5-9713-5120-7; ISBN 978-985-16-2550-1
- «Будущее, XXII век: Прогрессоры»: Фантаст. романы / Сост. Н. Ютанов; Оформл. серии И. Саукова; Отв. ред. Н. Ютанов; Вып. ред. Н. Краюшкина; Худож. ред. В. Медведев; Дизайн переплета И. Лапина; В оформл. переплета исп. илл. худож. Д. Маттингли. — М.: ЭКСМО; СПб.: Terra Fantastica, 2008. — 863 с — (Гиганты фантастики). 5 000 экз. (п) ISBN 978-5-699-30778-4; ISBN 5-7921-0763-8 (ошибоч.). В том числе «Обитаемый остров» — С. 395—618.
- «Обитаемый остров». Фантаст. роман / Сер. оформл. А. Кудрявцева; Худож. А. Дубовик; Компьютерный дизайн С. Шумилина; Илл. Я. Ашмариной; Отв. ред. Н. Ютанов; Вып. ред. Н. Краюшкина; Худож. ред. О. Адаскина, И. Селютин. — М.: Издательство АСТ; АСТ МОСКВА; СПб.: Terra Fantastica, 2008. — 416 стр., 5 000 экз. (п) ISBN 978-5-17-053934-5; ISBN 978-5-9713-8600-1.
- «Обитаемый остров». — М.: Астрель; АСТ МОСКВА, 2008. — 315 с. — (Коллекция «Аргументы и факты»). — (Коллекция мировой литературы). 54.300 экз. ISBN 978-5-271-20608-5; ISBN 978-5-9713-9498-3; ISBN 978-985-16-6154-7.
- «Обитаемый остров». Фантаст. роман / Компьютерный дизайн С. Шумилина; Ил. Я. Ашмариной; Отв. ред. Н. Ютанов; Вып. ред. Н. Краюшкина; Худож. ред. О. Адаскина, И. Селютин. — М.: АСТ; АСТ МОСКВА, 2009. — 412 с. — (Фантастика). 10 000 экз. (п) ISBN 978-5-17-057686-9; ISBN 978-5-403-00227-1; ISBN 978-985-16-6633-7.
- «Обитаемый остров». Фантаст. роман / Компьютерный дизайн С. Шумилина; Ил. Я. Ашмариной; Отв. ред. Н. Ютанов; Вып. ред. Н. Краюшкина; Худож. ред. О. Адаскина, И. Селютин. — М.: АСТ; АСТ МОСКВА, 2009. — 412 с. — (Кинороман). 5 000 экз. (п) ISBN 978-5-17-057687-6; ISBN 978-5-403-00228-8; ISBN 978-985-16-6634-4.
- «Обитаемый остров». Фантаст. роман / Компьютерный дизайн Ю. Мардановой; Ил. Я. Ашмариной; Отв. ред. Н. Ютанов; Вып. ред. Н. Краюшкина; Худож. ред. О. Адаскина, И. Селютин. — М.: АСТ; АСТ МОСКВА; СПб.: Terra Fantastica, 2009. — 412 с. — (Книга на все времена). 3 000 экз. (п) ISBN 978-5-17-061775-3; ISBN 978-5-403-02092-3; ISBN 978-5-7921-0809-7; ISBN 978-985-16-7409-7.
- «Обитаемый остров». Фантаст. роман / Компьютерный дизайн Н. Хафизовой; Ил. Я. Ашмариной; Отв. ред. Н. Ютанов; Вып. ред. Н. Краюшкина; Худож. ред. О. Адаскина, И. Селютин. — М.: АСТ; АСТ МОСКВА; СПб.: Terra Fantastica, 2009. — 412 с. — (АСТ-Классика). 2 000 экз. (п) ISBN 978-5-17-061775-3; ISBN 978-5-403-02092-3; ISBN 978-5-7921-0809-7; ISBN 978-985-16-7410-3.

на английском языке
На английском языке роман вышел под названием «Пленники силы»/«Пленники власти» (англ. Prisoners of Power). Перевод был сделан с советского издания. Предисловие к первому английскому изданию написал Теодор Старджон.
- Strugatsky, Arkady and Boris. Prisoners of Power / Перевод Helen Saltz Jacobson. — Нью-Йорк: Macmillan Pub Co, август 1977. — 286 p. — (Best of Soviet Science Fiction). — ISBN 0-02-615160-X.
- Strugatsky, Arkady and Boris. Prisoners of Power / Перевод Helen Saltz Jacobson. — 2. — Collier Books, 1978. — 286 p. — ISBN 0-02-025580-2.
- Strugatsky, Arkady and Boris. Prisoners of Power. — Лондон: Gollancz, 1978. — ISBN 0-575-02545-X.
- Strugatsky, Arkady and Boris. Prisoners of Power. — Harmondsworth: Penguin Books Ltd, 1983. — 320 p. — ISBN 0-14-005134-1.
- Strugatsky, Arkady and Boris. Prisoners of Power. — Лондон: Penguin Books Ltd, 1984.[17]

на других языках
- 1971 год: пол. Przenicowany swiat / A. Strugacki, B. Strugacki; Переводчик T. Gosk; Варшава: Iskry, 1971. — 352 s. — (Fantastyka. Przygoda). — Тираж 30000+260 egz. Переиздавался на польском также в 1987 (ISBN 83-207-0952-0), 1996 и 2008 (ISBN 978-83-7469-858-0) годах.
- 1972 год: нем. Die bewohnte Insel: Roman / A.N. Strugatzki, B.N. Strugatzki; Ubers. v. H. Buchner. — Гамбург, Дюссельдорф: Marion von Schroder Verlag, 1972. — 295 S.— (Science-fiction & fantastica). Переиздавался на немецком также в 1982[18], 1983, 1985, 1988 и 1992 (ISBN 978-3-518-38446-6) годах.[19]
- 1979 год: фр. L'ile habitee / A. Strougatski, B. Strougatski; Trad. par J. Lahana. — Lausanne: L'Age d'homme, 1979. — 270 p. Переиздавался на французском также в 1980 году.
- 1980—1981 годы: эст. Asustatud saar / Strugatski A., Strugatski B.; Tolkinud M. Vaga // Pioneer. — 1980. — №№ 1-12., 1981. — №№ 1. Переиздан на эстонском в книжной публикации в 1999 году (ISBN 9985-3-0245-1).
- 1981 год: болг. Обитаемият остров: Науч. — фантаст. роман / А. Стругацки, Б. Стругацки; Прев. Г. Арнаудов. — София: Отечество, 1981. — 416 с. — (Б-ка Фантастика). Переиздавался на болгарском также в 1984 и в 1987 годах.
- 1983 год: порт. Prisioneiros do poder: In 2 vol / Strugatsky A., Strugatsky B.; Traducao de Eurico Fonseca; Capa: A.Pedro; Introducao: T. Sturgeon. — Lisboa: Edicao «Livros do Brasil», 1983. ISBN 978-972-38-0860-5. Переиздан на португальском в 1999 году.
- 1986 год: япон. Сюёсё вакусэй / А.Суторугацуки, Б.Суторугацуки; Яка Фуками Дан. — Токио: Хаякава себо, 1986. — 540 с.
- 1988 год: серб. Nastanjeno ostrvo / A.Strugacki, B.Strugacki; Prev. M.Čolić. — Beograd, Gornji Milanovac: Narodna knjiga, dečje novine, 1988. — 433 s.
- 1990 год: груз. დასახლებული კუნძული (Дасахлебули кундзули) / Тарг. Н. Микава. — Тбилиси: Накадули, 1990. — 310 гв. — 40000 экз.
- 1991 год: укр. Аркадій Стругацький, Борис Стругацький. Населений острів. Пер. С. Павловський; Худ. К.Сулима. — Киів: Веселка, 1991. — 303 с. — 115000 экз ISBN 5-301-00987-7.
- 2005 год: эсп. La loĝata insulo / Strugackij A., Strugackij B,; Trad. de M.Bronŝtein. - M.: Impeto, 2005. - 304 p. - 500 экз.
- 2009 год: венг. Lakott sziget / Arkagyi Sztrugackij. Borisz Sztrugackij. Пер. Györgyi Weisz. —  Будапешт: Metropolis Media, 2009. — 339 с..

## Адаптации
Первое аудиоиздание романа вышло в 1994 году.
В 1997 году Сергей Кургинян поставил в театре «На досках» спектакль «Обитаемый остров» по мотивам романа. Премьера спектакля состоялась 5 июня.
В 2006 году издательством «Вокруг света» была выпущена аудиокнига «Обитаемый остров» на двух компакт-дисках. Формат: MP3, битрейт аудио: CBR MP3; 44100 Hz @ 192 kbps, Время звучания: 13 час. 15 мин. Читает: Александр Резалин.
В 2007 году фирма «Акелла» издала по мотивам романа компьютерную игру в трёх частях:
- 22 августа — «Обитаемый Остров: Послесловие» (разработчик Wargaming.net, оригинальное название Galactic Assault:Prisoners of Power)[22][23]
- 26 сентября — «Обитаемый Остров: Чужой Среди Чужих» (разработчик Orion games)[24][25]
- 21 декабря — «Обитаемый Остров: Землянин» (разработчик Step Creative Group)[26][27]

1 января 2009 года на экраны вышла первая часть фильма «Обитаемый остров», снятый режиссёром Фёдором Бондарчуком. Главную роль в фильме сыграл актёр Василий Степанов, его озвучивал Максим Матвеев. Выпуск второй части фильма состоялся 23 апреля 2009 года. Второй фильм называется «Обитаемый остров: Схватка».
На основе фильма Бондарчука компания «Новый Диск» 22 января 2009 года выпустила компьютерную игру «Обитаемый остров».
Через некоторое время после выхода второй части фильма «Обитаемый остров» в продаже появился комикс по роману «Обитаемый остров».

## Продолжения
Популярность сюжета вызвала к жизни ряд «продолжений». Из наиболее известных: Александр Лукьянов. «Чёрная Пешка» (2008), Ярослав Веров, Игорь Минаков. Операция «Вирус» (2010).
В декабре 2010 года издательство АСТ анонсировало межавторский проект «Обитаемый остров». Издательский лейбл «Проект Аркадия и Бориса Стругацких». По состоянию на январь 2012 года вышли следующие произведения:
- Владимир Свержин. Война ротмистра Тоота,"Мир ротмистра Тоота". — твёрдая обложка. — М., Минск: АСТ, Астрель, 2011. — 320 с. — (Обитаемый остров). — 20 000 экз. — ISBN 978-5-17-071508-4, ISBN 978-5-271-32571-7.
- Владимир Контровский. Саракш: Кольцо ненависти. — твёрдая обложка. — М., СПб., Минск: АСТ, Астрель, Terra Fantastica, 2011. — 320 с. — (Обитаемый остров). — 20 000 экз. — ISBN 978-5-17-069931-5, ISBN 978-5-271-30639-6; ISBN 978-5-7921-0826-4.[36]
- Алексей Волков. Бомбовоз Его Высочества. — твёрдая обложка. — М., Минск: АСТ, Астрель, ООО «Харвест», 2011. — 320 с. — (Обитаемый остров). — 15 000 экз. — ISBN 978-5-17-073343-9, ISBN 978-5-271-34626-2, ISBN 978-985-16-9729-4..
- Антон Первушин, Игорь Минаков, Максим Хорсун. Отдел «Массаракш». — твёрдая обложка. — М., СПб.,: АСТ, Астрель, Terra Fantastica, 2011. — 480 с. — (Обитаемый остров). — 10 100 экз. — ISBN 978-5-17-074380-3, 978-5-271-35992-7, 978-5-7921-0830-1, 978-985-16-9938-0.
- Андрей Ерпылев. Один в поле. — твёрдая обложка. — М.: АСТ, Астрель, 2011. — 320 с. — (Обитаемый остров). — 8000 экз. — ISBN 978-5-17-074253-0, 978-5-271-36491-4.
- Фёдор Березин. Атомная крепость. — твёрдая обложка. — М., Минск: АСТ, Астрель, Харвест, 2011. — 320 с. — (Обитаемый остров). — 7000 экз. — ISBN 978-5-17-074256-1, 978-5-271-37497-5, 978-985-18-0220-9.
- Андрей Чернецов, Валентин Леженда. Век одиночества. — твёрдая обложка. — М.: Астрель, 2012. — 320 с. — (Обитаемый остров). — 6000 экз. — ISBN 978-5-271-39231-3.[37]

Было объявлено об участии в проекте Андрея Лазарчука и Михаила Успенского. Серия «Весь этот джакч» — 1 книга «Соль Саракша». 2 книга «Любовь и свобода». 3 книга «Стеклянный меч».

## Факты
- В рукописи романа Гай не погиб на войне, а Максим и Рада жили вместе, когда Максим работал на Странника.
- В романе не до конца прояснён вопрос кто был «агентом 202», предававшим подпольщиков. На вопрос читателя, не являлся ли им Аллу Зеф, Борис Стругацкий сначала ответил, что это был Вепрь, а затем поправился — «Мемо Грамену предатель! Копыто Смерти!»[4][39].
- Ставшее крылатым словом ругательство «массаракш» было придумано авторами. Затем для него был придуман «дословный перевод» «мир наизнанку», из которого уже родилось название планеты — Саракш[4][11].
- Система имён-названий в романе «базируется» на венгерском[11] и албанском языках[40].